# Сендик, Рауль
Рау́ль Се́ндик Антона́сио (исп. Raúl Sendic Antonaccio, 16 марта 1926 — 28 апреля 1989) — уругвайский революционный мыслитель и партизан, создатель и руководитель Движения национального освобождения Тупамарос.

## Революционная деятельность
В начале 1960-х гг. пытался организовать движение среди рабочих сахарной промышленности Уругвая. В 1962 году проводит «Марш на Монтевидео» — поход рабочих на столицу с требованием земли, 8-часового рабочего дня, выдачи зарплаты деньгами, а не карточками и др., закончившийся арестами и столкновениями с полицией.
Впоследствии Сендик разочаровывается в тактике мирного протеста и приходит к выводу о необходимости подпольной борьбы. Вместе со своими единомышленниками он проводит целый ряд акций по самовооружению и самофинансированию (кражи оружия и денежных средств). В 1965 году выступает одним из создателей Тупамарос.
7 августа 1970 года Сендик был арестован, однако 6 сентября 1971 года ему удалось бежать во время массового побега заключенных из Тюрьмы «Пунта Карретас», организованного членами Тупамарос.
В ответ на активизацию герильи началась кампания массовых арестов и «выборочных исчезновений» партизан. В 1972 году Тупамарос был обескровлен, а его руководство заточено в тюрьмы, где подвергалось как физическим, так и психологическим пыткам. В 1972 году полиция накрыла собрание оставшихся на свободе руководителей организации, среди которых был и Сендик. После продолжительной перестрелки собравшиеся были арестованы.
В 1981 году Комитет ООН по правам человека рассмотрел жалобу от имени Сендика, поданную его женой, и констатировал нарушения прав Сендика на свободу от пыток и справедливое судебное разбирательство
Проведя почти 13 лет в одиночной камере одной из самых страшных тюрем Уругвая, Рауль Сендик умер от последствий пыток спустя три года после освобождения.